# Grande prémio de literatura da Academia francesa
O Grand prémio de litératura da Academia francesa é um prémio literário francês, criado em 1911, pela Academia Francesa. É atribuído a um autor pela sua obra completa. Originalmente um prémio anual, tem sido desde 1979 entregue a cada dois anos, alternadamente com o Grand prix de littérature Paulo-Morand.

## Vencedores

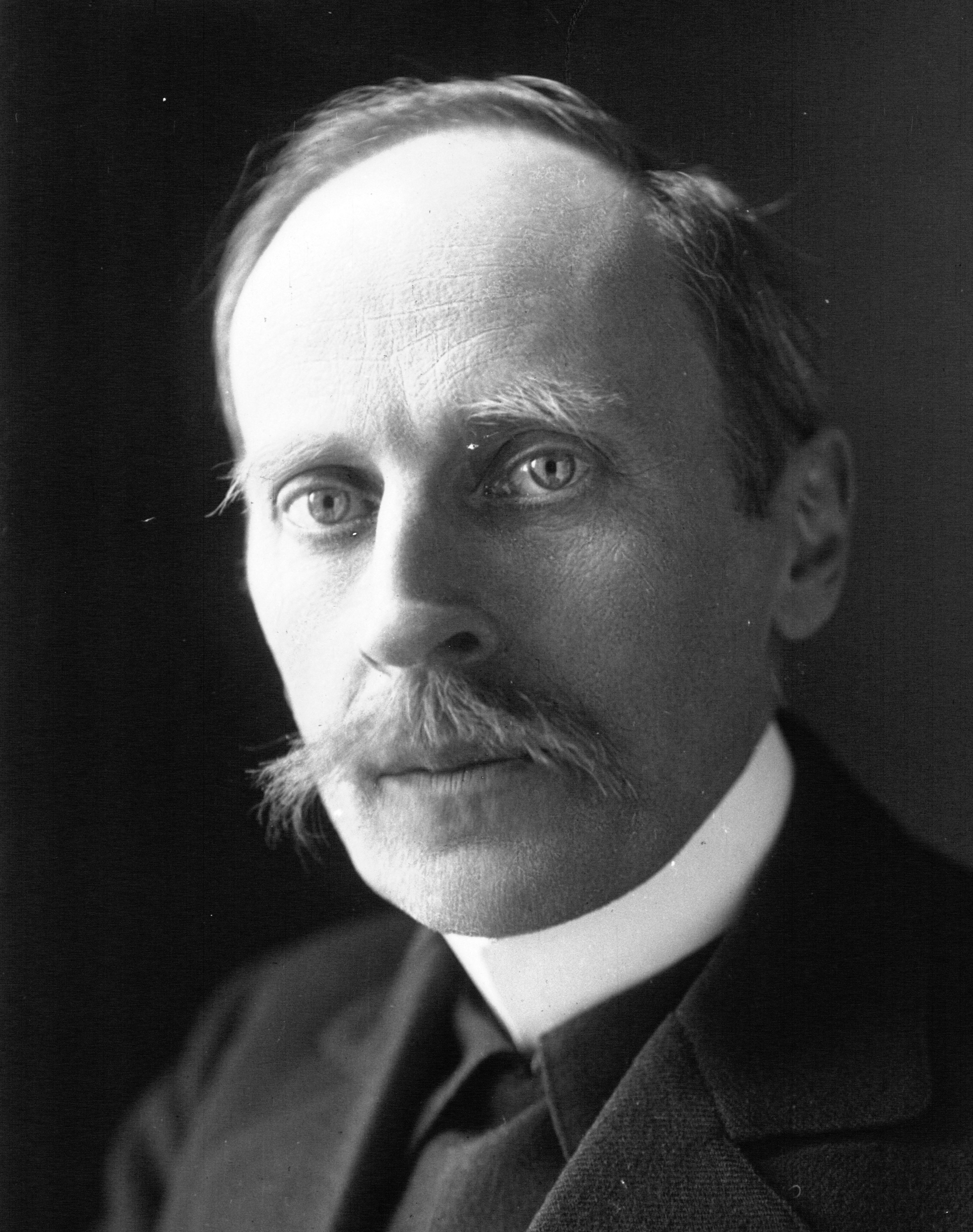
Romain Rolland, vencedor em 1913,

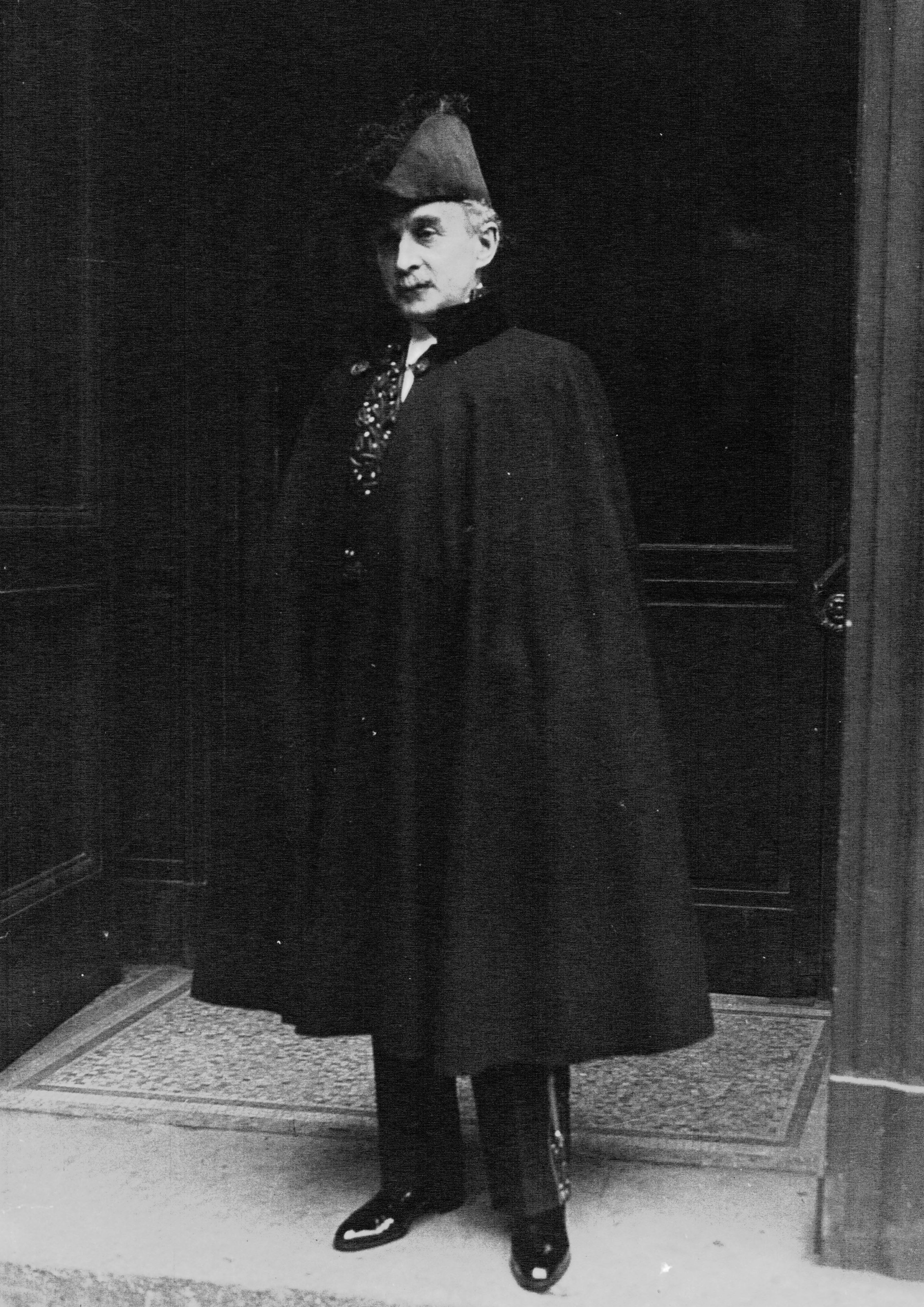
Abel Bonnard, vencedor em 1924

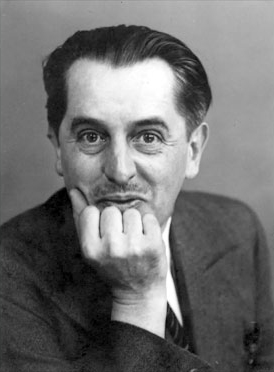
Jean Paulhan, vencedor em 1945

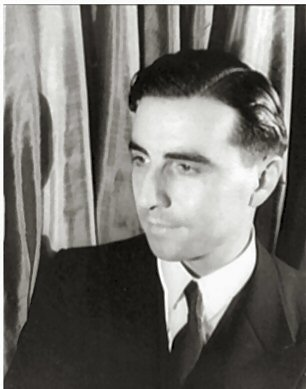
Julien Green, vencedor em 1970

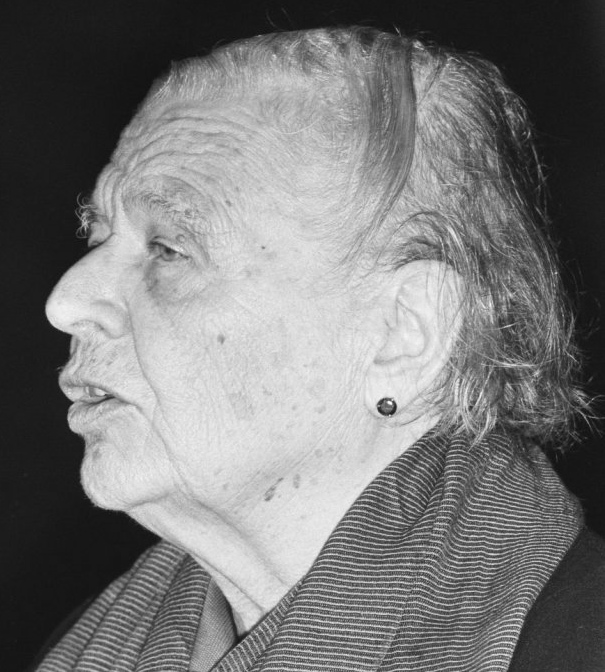
Marguerite Yourcenar, vencedora em 1977

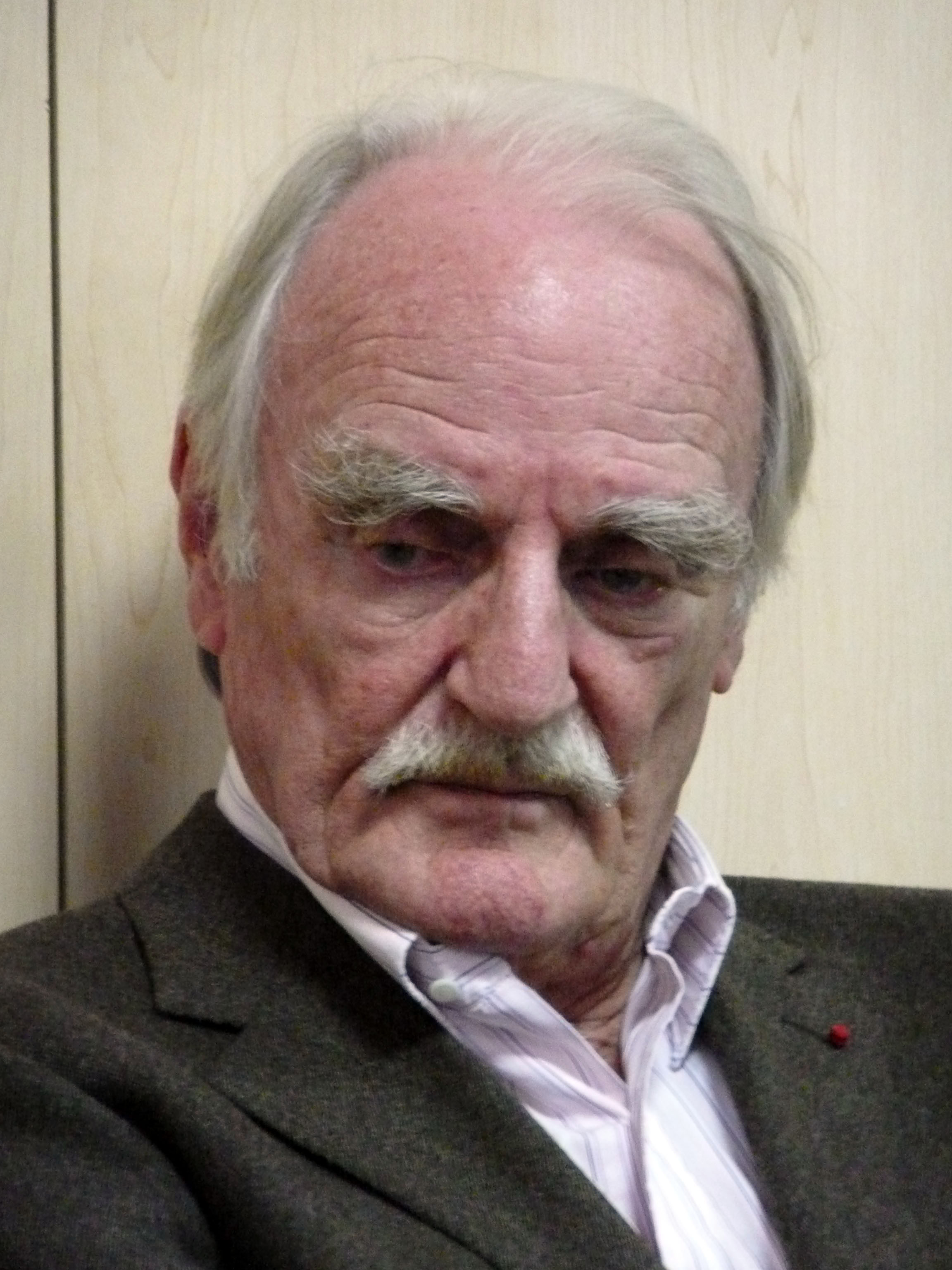
Jean Raspail, vencedor em 2003

- 1912: André Lafon
- 1913: Romain Rolland
- 1915: Émile Nolly
- 1916: Pierre-Maurice Masson
- 1917: Francis Jammes
- 1918: Gérard d'Houville
- 1919: Jean and Jérôme Tharaud
- 1920: Edmond Jaloux
- 1921: Anna de Noailles
- 1922: Pierre Lasserre
- 1923: François Porché
- 1924: Abel Bonnard
- 1925: E. Mangin
- 1926: Gilbert de Voisins
- 1927: Joseph de Pesquidoux
- 1928: Jean-Louis Vaudoyer
- 1929: Henri Massis
- 1930: Marie-Louise Pailleron
- 1931: Raymond Escholier
- 1932: Franc-Nohain
- 1933: Henri Duvernois
- 1934: Henry de Montherlant
- 1935: André Suarès
- 1936: Pierre Camo
- 1937: Maurice Magre
- 1938: Tristan Derème
- 1939: Jacques Boulenger
- 1940: Edmond Pilon
- 1941: Gabriel Faure
- 1942: Jean Schlumberger
- 1943: Jean Prévost
- 1944: André Billy
- 1945: Jean Paulhan
- 1946: Daniel-Rops
- 1947: Mario Meunier
- 1948: Gabriel Marcel
- 1949: Maurice Levaillant
- 1950: Marc Chadourne
- 1951: Henri Martineau
- 1952: Marcel Arland
- 1953: Marcel Brion
- 1954: Jean Guitton
- 1955: Jules Supervielle
- 1956: Henri Clouard
- 1958: Jules Roy
- 1959: Thierry Maulnier
- 1960: Simone Le Bargy
- 1961: Jacques Maritain
- 1962: Luc Estang
- 1963: Charles Vildrac
- 1964: Gustave Thibon
- 1965: Henri Petit
- 1966: Henri Gouhier
- 1967: Emmanuel Berl
- 1968: Henri Bosco
- 1969: Pierre Gascar
- 1970: Julien Green
- 1971: Georges-Emmanuel Clancier
- 1972: Jean-Louis Curtis
- 1973: Louis Guilloux
- 1974: André Dhôtel
- 1975: Henri Queffélec
- 1976: José Cabanis
- 1977: Marguerite Yourcenar
- 1978: Paul Guth
- 1979: Antoine Blondin
- 1981: Jacques Laurent
- 1983: Michel Mohrt
- 1985: Roger Grenier
- 1987: Jacques Brosse
- 1989: Roger Vrigny
- 1991: Jacques Lacarrière
- 1993: Louis Nucéra
- 1995: Jacques Brenner
- 1997: Béatrix Beck
- 1999: André Brincourt
- 2001: Milan Kundera
- 2003: Jean Raspail
- 2005: Danièle Sallenave
- 2007: Michel Chaillou
- 2009: Vincent Delecroix
- 2011: Jean-Bertrand Pontalis
- 2013: Michel Butor
- 2015: Laurence Cossé
- 2017: Charles Juliet